# Gilów (przystanek kolejowy)
Gilów – przystanek kolejowy w Gilowie, w województwie świętokrzyskim, w Polsce. Na stacji zatrzymują się pociągi jeżdżące na trasie ze Skarżyska-Kamiennej do Opoczna i Tomaszowa Mazowieckiego.

## Ruch pasażerski
| Rok  | Wymiana pasażerska na dobę |
| ---- | -------------------------- |
| 2017 | –                          |
| 2022 | 10-19                      |